# Agelas cerebrum
Agelas cerebrum är en svampdjursart som beskrevs av Assmann, van Soest och Köck 200. Agelas cerebrum ingår i släktet Agelas och familjen Agelasidae.
Artens utbredningsområde är Bahamas. Inga underarter finns listade i Catalogue of Life.